# هيتمان: أبسولوشن

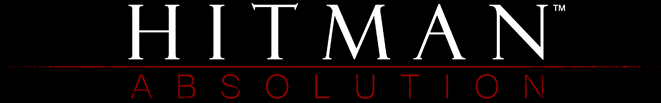
شعار لعبة هيتمان: أبسولوشن

هيتمان: أبسولوشن (بالإنجليزية: Hitman: Absolution)‏ هي لعبة فيديو من نوع تسلل أكشن مغامرة طورت من قبل آي أو إنتراكتيف وتم نشرها بواسطة سكوير إنكس. تم أصدار للعبة في 20 نوفمبر، 2012 وهو الأسبوع ال47 في السنة (في إشارة إلى بطل اللعبة، العميل 47).

## القصة
انتهي السابق هيتمان: أموال الدماء بأن تقوم العميلة (ديانا) فتزييف موت العميل 47 عن طريق حقنة بمصل يوقف نشاط الجسد مؤقتآ ثم يفيق العميل 47 من الغيبوبة ويظن أن (ديانا) قامت بخيانته وفي نفس الوقت تعاملها المنظمة ICA على أنها منشقة عنها فيوكلون مهمة تصفية (ديانا) للعميل 47 - فيقبل بدون تردد وحين يطلق عليها النار تفاجأة بأنها لم تخنه بل حاولت حمايته وتوكله مهمة حماية (فيكتوريا) الفتاة التي يحاول جميع الأطراف الحصول عليها لأنها تعتبر سلاحآ قويآ بقوة العميل 47 نفسه وأقوى حتى منه ! - يقرر 47 يبدأ لعبة حياة أو موت ويساوم على روحه لإنقاذ فيكتوريا.

## التطوير
أعلنت الشركة في 2007 عن وجود نية لإنتاج جزء جديد من سلسلة Hitman، وفي مايو 2009 أكدت إيدوس إنتراكتيف بأن اللعبة قيد التطوير وذكر بأن قصة اللعبة ستدور حول العميل 47 الذي يحاول بناء نفسه من جديد، وفي 20 إبريل 2011 قامت شركة (Square Enix) بحفظ العلامة التجارية في أوروبا باسم (Hitman Absolution) ليتوقع الجميع أنه سيكون الجزء الخامس من السلسلة، وفي 6 مايو 2011 قامت الشركة بنشر أول مقطورة مثيرة للعبة وتم ذكر اسم اللعبة الجديد بالمقطورة وفي 9 أكتوبر صدرت مقطورة أخرى توضح جزء من الجيم بلاي وأخيرا فإن اللعبة ستصدر في 20 نوفمبر 2012.

## طريقة اللعب (الجيم بلاي)
لعبة القاتل في جزئها الجديد تعتبر من نوعية الأكشن والتصويب وأيضا سيكون بها شبه عالم مفتوح في معظم المهام، كما أن اللعبة تعتبر من نوعية التسلل والخلسة لأنها تعتمد على سلسلة من القتل بالخلسة وبدون أن يشعر بك أحد، لعبة القاتل تعتمد في هذا الجزء على منظور الشخص الثالث الذي يظهر الشخصية شبه كاملة وبكاميرا حرة لرؤية محيط اللعبة وما يدور من حولك، كما ستعتمد اللعبة كالعادة على تعدد الأسلحة وأنواعها وبالنسبة للأسلحة النارية فمنظور التصويب رائع جدا ودقيق ويعتمد على مربع مفتوح صغير حتى يمكنك من إطلاق النار على الرأس بشكل دقيق، كما ستعتمد بعض المهام على القناصة التي تمنحك أفضلية في التصويب على الأعداء ومن أماكن بعيدة جدا، أيضا سيكون هناك بعض الأسلحة الحادة التي يمكنك أن تقتل الأعداء بها أو تقوم بإلقائها عليهم من مسافات حتى تقتلهم.
وكالعادة يعتمد 47 في معظم مهامه على التسلل واستخدام الخلسة حتى يقتل أعدائه في صمت أو يهرب من الشرطة، وسوف نجد أن هذا الجزء به دعم كبير لنظام التسلل والخلسة من خلال التنكر، فنظام التسلل والخلسة لن يجعلك تسير خلف الأعداء وتقتلهم مثل الألعاب الحربية ولكن ستشمل المهمة بشكل كبير حتى لا تثير الفوضى في المكان سيكون عليك التسلل من الحرس وتسلق النوافذ حتى تصل للشخص الذي تريد قتله وتفاجئه، وبالنسبة لنظام الدعم فهو رائع جدا رغم تواجد عيوب به وهو نظام التنكر الذي يجعلك ترتدي أي ملابس لتخرج من أي مكان بدون أن يشعر بك أحد، فيمكنك أن تقتل شرطي وتحصل على ملابسه وتسير وكأنك شرطي عادى أو تتنكر في ملابس كوميديا للأطفال مثل البطة أو الأرنب حتى لا يشعر بك الأعداء، ولكن بالرغم من ذلك فهناك نوع من عدم الواقعية في نظام التنكر فعلى سبيل المثال لو كنت تردى ملابس شرطي وتسير وسط مجموعة من الشرطة سوف تجد أن الشخصية تدارى وجهها أو تضع يدها وكأنها مشتبه به مع العلم انه يرتدى كشرطي مما يجعله يسير بحرية أكبر، وأحيانا في بعض التنكر يتم اكتشاف هويتك وهذا أمر صعب جدا أن يتم كشفك من شخص لا يعرف هويتك.
سوف تستخدم نظام التغطية في اللعبة وهو أيضا للتسلل وفي نفس الوقت يمكن القتال من خلفه والتصويب على الأعداء وحماية نفسك من طلقاتهم، ومن خلال التغطية يمكنك أن تقف أسفل نافذة أو بجانبها وتنتظر بأن ينظر العدو منها ثم تقوم بسحبه منها، وأيضا يمكنك استغلال الأعداء كدرع لك من خلال خداعهم واستغلالهم كرهينة أو درع لك وقتل بقية الأعداء وهذا الأمر ستصادفه كثيرا فعندما تجد أن شخص يحمل سلاح ضدك وليس معك أسلحة فلا تتحرك وظل ساكنا حتى يقترب منك وتضغط على الزر الذي يجعله درع لك وتحصل على سلاحه أيضا، وإذا أردت أن تسير بشكل كامل طوال اللعبة وعدم كشفك سيكون عليك أخفاء أي دليل ضدك وذلك من خلال أخفاء الجثث من مواقع القتل، فبعد أن تقتل أي شخص يمكنك أن تمسك به وتضعه في صندوق من النفايات أو في الدولاب أو في مكان بعيد عن الأنظار حتى لا يكتشف أحد مكان الجثة.
اللعبة سوف تمنحك بعض المميزات الرائعة مثل نظام تبطئ الوقت حتى يجعلك تقتل أهدافك بسهولة أو مثل تحديد أكثر من هدف وإطلاق النار عليهم مرة واحدة، أو أمكانية قتل الأعداء بطلقة واحدة وبسرعة ويمكن استغلالها مع الأعداء التي تمسك بالرهائن حتى لا تصيب الرهينة، أيضا سوف تمنحك اللعبة منظور الرؤية والذي يشبه رؤية المخبر من باتمان أو رؤية النسر من عقيدة القتلة، وهذا المنظور يجعلك تحدد أهدافك وأعدائك في المكان ويمكن رؤيتهم من خلف الجدران حتى تعرف عددهم وأين يقفون.
اللعبة أيضا ستتضمن نمط أخر غير نمط القصة باسم Contracts mode وهذا النمط خاص جدا بعمل صفقات وعقود تحصل منها على المال، فبصفتك قاتل مأجور يمكنك أن تستلم عقود لقتل شخصيات وتحصل في المقابل على المال، وهذا النمط سيكون عبر الإنترنت ويمكنك أن تشارك أصدقائك فيه ويضعك في مهام صعبة وتحديات قوية وهناك الكثير من الملفات التي عليك أن تقبلها لتستمتع باللعبة أطول وقت ممكن، وبالمال الذي تكتسبه يمكنك من خلاله شراء الأسلحة أو الترقيات أو التنكر.

## الرسومات
قامت شركة IO Interactive بتطوير لعبة القتل كالعادة وهذه المرة استخدمت محرك جديد باسم Glacier 2 والذي ظهر في بداية التطوير بشكل مذهل جدا وخاصة مع العرض الأولى للعبة، ولكن يختلف الأمر عند صدور اللعبة بشكل متوسط فسوف نجد أن تجسيد البيئات والشوارع يظهر بشكل جيد جدا وإعطاء انطباع جيد للعبة، ولكن الشخصيات سنجد أن تجسدها جيد جدا للشخصيات الرئيسية ولكن بالنسبة للشخصيات العامة أو الأعداء فتظهر بشكل متكرر وسيئة بدون تجسيد قوى في الملامح، وبالرغم من ذلك لن تشعر أبدا باى عيوب واضحة في اللعبة وسوف تتحمس لها بقوة.

## الأصوات
الأصوات في اللعبة ظهرت بشكل رائع جدا وتم تأديتها بشكل ممتاز من قبل فريق التمثيل بحيث نشهد محادثات رائعة بين الشخصيات وتظهر بشكل صحيح مع تحركات الفم، بالنسبة للموسيقي التصويرية الأصلية للعبة تعتبر مركبة مع موسيقي الفلم الكرتوني (Mickey Mouse) وأضاف الملحن (Peter Kyed) باقي الموسيقي كما عاونه الملحن (Dynamedion)، وحل هؤلاء الأشخاص محل الملحن الأصلي للسلسلة (Jesper Kyd)، وبالرغم من غياب الملحن الأصلي للسلسلة فقد ظهرت الموسيقي بشكل جيد جدا وتجعلك تشعر بمواقف اللعبة في التوتر والهدوء وتجعلك تستمتع باللعبة.

## التقاييم
حصلت اللعبة على تقاييم من متوسطة إلى ممتازة:
NG4A – 9/10 (عودة واثقة لسلسلة Hitman تعود بعد غياب ست سنوات لتقدم لنا قصة مميزة واساليب لعب سلسلة واغتيالات كبيرة ودموية تحتاج إلى الكثير لانهاءها ومع طور Contracts ستجعل الوقت أطول مع هذا جزء)

IGN – 9/10

Game Informer 8.8/10

Gamespot – 7.5/10

Gametrailers – 6.9/10

Edge – 7/10

golden4games 8.5/10

## وصلات خارجية
- هيتمان: أبسولوشن على موقع IMDb (الإنجليزية)

- الموقع الرسمي
- Hitman: Absolution - Elite Edition at Feral Interactive